# Pablo Chinchilla
Pablo Chinchilla Vega (Escazú, 21 de diciembre de 1978) es un exfutbolista costarricense. Jugaba de defensa central y actualmente se encuentra retirado desde 2022. Desde 2013 ha incursionado como director técnico.

## Trayectoria
Debutó en Liga Deportiva Alajuelense en 1999. En este club jugó durante casi 5 años, logrando 5 títulos de Primera División y una Copa de Campeones de la Concacaf. 
En 2005 llega a Los Ángeles Galaxy de la Major League Soccer, consiguiendo el título en 2005.
También ha jugado en el SC Rheindorf Altach de Austria y Municipal Liberia de Costa Rica.

## Selección nacional
Su relación con la Selección de fútbol de Costa Rica empieza a los 17 años cuando juega la Copa Mundial de Fútbol Sub-17 de 1995. En 1997 juega la Copa Mundial de Fútbol Sub-20. Entre estos dos torneos sumó 6 partidos disputados.
También ha sido parte del proceso clasificatorio de su selección a los mundiales en 7 oportunidades, jugando en las clasificatorias de 2002 y 2006.

### Participaciones en Copas del Mundo
| Mundial                        | Sede                | Resultado      |
| ------------------------------ | ------------------- | -------------- |
| Mundial Sub-17 de 1995         | Ecuador             | Primera fase   |
| Mundial Sub-20 de 1997         | Malasia             | Primera fase   |
| Copa Mundial de Fútbol de 2002 | Japón Corea del Sur | Fase de grupos |

### Participaciones en Copas Internacionales
| Copa                   | Sede                    | Resultado    |
| ---------------------- | ----------------------- | ------------ |
| Concacaf Gold Cup 2003 | Estados Unidos · México | Cuarto lugar |

## Clubes

### Como jugador
| Club               | País           | Año         |
| ------------------ | -------------- | ----------- |
| SCR Altach         | Austria        | 1997-1999   |
| L.D Alajuelense    | Costa Rica     | 1999 - 2004 |
| Los Ángeles Galaxy | Estados Unidos | 2005        |
| Alajuelense        | Costa Rica     | 2005 - 2006 |
| Rheindorf Altach   | Austria        | 2006 - 2008 |
| Municipal Liberia  | Costa Rica     | 2008        |
| LASK Linz          | Austria        | 2009-2011   |
| SV Lochau          | Austria        | 2011-2013   |
| FC Koblach         | Austria        | 2013-2015   |
| SV Lochau          | Austria        | 2015-2016   |
| RW Langen          | Austria        | 2016-2017   |
| FC Koblach         | Austria        | 2017-2019   |
| Fussach            | Austria        | 2021-2022   |

### Como entrenador
| Club                 | País    | Año                |
| -------------------- | ------- | ------------------ |
| FC Koblach           | Austria | 2013-2015          |
| SV Lochau            | Austria | 2015-2016          |
| RW Langen            | Austria | 2016-2017          |
| FC Koblach           | Austria | 2017-2019          |
| SC Fussach           | Austria | 2021-2022          |
| FC Lustenau/Dornbirn | Austria | 2025 - actualmente |

## Palmarés

### Títulos nacionales
| Título                         | Club               | País           | Año  |
| ------------------------------ | ------------------ | -------------- | ---- |
| Primera División de Costa Rica | L. D. Alajuelense  | Costa Rica     | 2000 |
| Primera División de Costa Rica | L. D. Alajuelense  | Costa Rica     | 2001 |
| Primera División de Costa Rica | L. D. Alajuelense  | Costa Rica     | 2002 |
| Primera División de Costa Rica | L. D. Alajuelense  | Costa Rica     | 2003 |
| Primera División de Costa Rica | L. D. Alajuelense  | Costa Rica     | 2005 |
| Lamar Hunt U.S. Open Cup       | Los Ángeles Galaxy | Estados Unidos | 2005 |
| Conferencia Oeste              | Los Ángeles Galaxy | Estados Unidos | 2005 |
| MLS Cup                        | Los Ángeles Galaxy | Estados Unidos | 2005 |

### Títulos internacionales
| Título                           | Club                    | País       | Año  |
| -------------------------------- | ----------------------- | ---------- | ---- |
| Copa Interclubes de la Uncaf     | L. D. Alajuelense       | Costa Rica | 2002 |
| Copa Centroamericana             | Selección de Costa Rica | Panamá     | 2003 |
| Copa de Campeones de la Concacaf | L. D. Alajuelense       | Concacaf   | 2004 |